# Ben Sonnemans
Bernardus Jacobus Maria Sonnemans –conocido como Ben Sonnemans– (Haarlem, 13 de enero de 1972) es un deportista neerlandés que compitió en judo. Ganó tres medallas en el Campeonato Europeo de Judo entre los años 1995 y 1998.
Participó en dos Juegos Olímpicos de Verano en los años 1996 y 2000, su mejor actuación fue un quinto puesto logrado en Atlanta 1996 en la categoría de –95 kg.

## Palmarés internacional
| Campeonato Europeo | Campeonato Europeo       | Campeonato Europeo | Campeonato Europeo |
| Año                | Lugar                    | Medalla            | Categoría          |
| ------------------ | ------------------------ | ------------------ | ------------------ |
| 1995               | Birmingham (Reino Unido) | Medalla de bronce  | Abierta            |
| 1997               | Ostende (Bélgica)        | Medalla de oro     | –95 kg             |
| 1998               | Oviedo (España)          | Medalla de bronce  | –100 kg            |